# Bojanovice (district de Prague-Ouest)
Pour les articles homonymes, voir Bojanovice.
Bojanovice (en allemand : Bojanowitz) est une commune du district de Prague-Ouest, dans la région de Bohême-Centrale, en République tchèque. Sa population s'élevait à 488 habitants en 2020.

## Géographie
Bojanovice se trouve à 7 km à l'est-sud-est de Mníšek pod Brdy et à 26 km au sud-sud-ouest de Prague.
La commune se compose de deux sections séparées. La section où se trouve le village de Bojanovice est limitée par Čisovice au nord-ouest, par Hvozdnice au nord, par Štěchovice à l'est, par Slapy au sud, et par Bratřínov au sud-ouest. La seconde section, qui comprend les quartiers de Senešnice et Malá Lečice, est limitée par Zahořany et Bratřínov au nord, par Slapy à l'est, par Nové Dvory et Velká Lečice au sud, et par Nová Ves pod Pleší à l'ouest.

## Histoire
La première mention écrite du village date de 1107.

## Administration
La commune se compose de trois quartiers :
- Bojanovice ;
- Malá Lečice ;
- Senešnice.

Le quartier de Bojanovic est séparé de Malá Lečice et Senešnice par la commune de Bratřínov.